# Хосе Марі Бакеро
Хосе Марі Бакеро (ісп. José Mari Bakero, нар. 11 лютого 1963, Гойсуета) — іспанський футболіст, що грав на позиції півзахисника. Відомий, зокрема, виступами за «Барселону», «Реал Сосьєдад», а також національну збірну Іспанії.

## Клубна кар'єра
Хосе Марі Бакеро у професійному футболі дебютував за «Реал Сосьєдад» 6 вересня 1980 року в програному 2-3 матчі проти «Валенсії». З командою Хосе здобув чемпіонство в сезоні 1980–81. В наступній кампанії він знову став переможцем чемпіонату, при цьому з'явився на поле лише двічі за сезон. Разом з ним перемогу тоді святкували Луїс Арконада, Хесус Марія Замора та Хесус Марія Сатрустегі.
У 1988 році Бакеро був підписаний «Барселоною», куди він перейшов з декількома іншими басками з «Реал Сосьєдада» та «Атлетіко»: Чікі Беґірістайном, Луїсом Рекарте і Хуліо Салінасом. Вони сформували тогочасну Dream Team, яка з 1988 по 1997 рік 4 рази здобувала золото чемпіонату Іспанії, 2 рази — Кубок Іспанії, 4 Суперкубка Іспанії, 2 Кубка володарів кубків, а також Кубок європейських чемпіонів та Суперкубок УЄФА.
| Дата       | Місто              | Господарі         | Результат | Гості             | Турнір                | Голи | Примітки |
| ---------- | ------------------ | ----------------- | --------- | ----------------- | --------------------- | ---- | -------- |
| 14-10-1987 | Севілья            | Іспанія           | 2 – 0     | Австрія           | Відбір до ЧЄ 1988     | -    | 77'      |
| 18-11-1987 | Севілья            | Іспанія           | 5 – 0     | Албанія           | Відбір до ЧЄ 1988     | 3    |          |
| 27-1-1988  | Валенсія           | Іспанія           | 0 – 0     | НДР               | товариський матч      | -    |          |
| 23-3-1988  | Бордо              | Франція           | 2 – 1     | Іспанія           | товариський матч      | -    |          |
| 1-6-1988   | Саламанка          | Іспанія           | 1 – 3     | Швеція            | товариський матч      | -    |          |
| 5-6-1988   | Женева             | Швейцарія         | 1 – 1     | Іспанія           | товариський матч      | -    |          |
| 11-6-1988  | Ганновер           | Данія             | 2 – 3     | Іспанія           | ЧЄ 1988 - 1-й етап    | -    |          |
| 14-6-1988  | Франкфурт-на-Майні | Італія            | 1 – 0     | Іспанія           | ЧЄ 1988 - 1-й етап    | -    |          |
| 17-6-1988  | Мюнхен             | ФРН               | 2 – 0     | Іспанія           | ЧЄ 1988 - 1-й етап    | -    |          |
| 12-10-1988 | Севілья            | Іспанія           | 1 – 1     | Аргентина         | товариський матч      | -    |          |
| 8-2-1989   | Белфаст            | Північна Ірландія | 0 – 2     | Іспанія           | Відбір до ЧС 1990     | -    | 70'      |
| 17-6-1990  | Удіне              | Південна Корея    | 1 – 3     | Іспанія           | ЧС 1990 - 1-й етап    | -    | 81'      |
| 14-11-1990 | Прага              | Чехословаччина    | 3 – 2     | Іспанія           | Відбір до ЧЄ 1992     | -    | 62'      |
| 19-12-1990 | Севілья            | Іспанія           | 9 – 0     | Албанія           | Відбір до ЧЄ 1992     | 1    | 75'      |
| 20-2-1991  | Париж              | Франція           | 3 – 1     | Іспанія           | Відбір до ЧЄ 1992     | 1    |          |
| 27-3-1991  | Сантандер          | Іспанія           | 2 – 4     | Угорщина          | товариський матч      | -    | 45'      |
| 22-4-1992  | Севілья            | Іспанія           | 3 – 0     | Албанія           | Відбір до ЧС 1994     | -    | 53'      |
| 9-9-1992   | Сантандер          | Іспанія           | 1 – 0     | Англія            | товариський матч      | -    | 73'      |
| 23-9-1992  | Рига               | Латвія            | 0 – 0     | Іспанія           | Відбір до ЧС 1994     | -    |          |
| 18-11-1992 | Севілья            | Іспанія           | 0 – 0     | Ірландія          | Відбір до ЧС 1994     | -    | 51'      |
| 16-12-1992 | Севілья            | Іспанія           | 5 – 0     | Латвія            | Відбір до ЧС 1994     | 1    | 63'      |
| 24-2-1993  | Севілья            | Іспанія           | 5 – 0     | Литва             | Відбір до ЧС 1994     | 1    |          |
| 28-4-1993  | Севілья            | Іспанія           | 3 – 1     | Північна Ірландія | Відбір до ЧС 1994     | -    | 58'      |
| 13-10-1993 | Дублін             | Ірландія          | 1 – 3     | Іспанія           | Відбір до ЧС 1994     | -    | 31'      |
| 17-11-1993 | Севілья            | Іспанія           | 1 – 0     | Данія             | Відбір до ЧС 1994     | -    |          |
| 21-6-1994  | Чикаго             | Німеччина         | 1 – 1     | Іспанія           | ЧС 1994 - 1-й етап    | -    | 64'      |
| 27-6-1994  | Чикаго             | Болівія           | 1 – 3     | Іспанія           | ЧС 1994 - 1-й етап    | -    | 69'      |
| 2-7-1994   | Вашингтон          | Іспанія           | 3 – 0     | Швейцарія         | ЧС 1994 - 1/8 фіналу  | -    |          |
| 9-7-1994   | Фоксборо           | Італія            | 2 – 1     | Іспанія           | ЧС 1994 - чвертьфінал | -    | 64'      |
| 16-11-1994 | Севілья            | Іспанія           | 3 – 0     | Данія             | Відбір до ЧЄ 1996     | -    | 72'      |
| Усього     |                    | Матчів (75 місце) | 30        |                   | Голів                 | 7    |          |

## Титули і досягнення

### «Реал Сосьєдад»
- Чемпіонат Іспанії
  - Чемпіон (2): 1980–81, 1981–82
- Кубок Іспанії
  - Володар (1): 1986–87
  - Фіналіст (1): 1987–88
- Суперкубок Іспанії
  - Володар (1): 1982

### «Барселона»
- Чемпіонат Іспанії
  - Чемпіон (4): 1990–91, 1991–92, 1992–93, 1993–94
- Кубок Іспанії
  - Володар (2): 1989–90, 1996–97
  - Фіналіст (1): 1995–96
- Суперкубок Іспанії
  - Володар (4): 1991, 1992, 1994, 1996
- Кубок європейських чемпіонів
  - Володар (1): 1991–92
  - Фіналіст (1): 1993–94
- Кубок володарів кубків
  - Володар (2): 1989–90, 1996–97
- Суперкубок Європи
  - Володар (1): 1992